# Boesenbergia prainiana
Boesenbergia prainiana är en enhjärtbladig växtart som först beskrevs av George King och John Gilbert Baker, och fick sitt nu gällande namn av Rudolf Schlechter. Boesenbergia prainiana ingår i släktet Boesenbergia och familjen Zingiberaceae. Inga underarter finns listade i Catalogue of Life.